# Walter Z'Rotz
Walter Carl Franz Z'Rotz (* 5. April 1878 in Ennetmoos; † 27. September 1945 in Stansstad) war ein Schweizer Politiker. Von 1934 bis 1943 gehörte er als Vertreter der Bannalper dem Regierungsrat des Kantons Nidwalden an.

## Leben
Walter Z'Rotz wurde als Sohn des Schreiners Franz Z'Rotz und der Engelbergerin (Marie) Anna Hess geboren. Beruflich wurde er Schreinermeister.
Walter Z'Rotz startete seine politische Laufbahn auf Gemeindestufe 1908 im Amt des Waisenvogts,  als Zivilstandsbeamter von Stans und Gemeindeschreiber von Ennetmoos. 1910 wurde er in den Schulrat gewählt und 1923 Mitglied des Gemeinderats. Z'Rotz erreichte das höchste Amt der Gemeinde und wurde 1926 zum Gemeindepräsidenten gewählt. Ab 1931 war er Kirchenrat.
Auf kantonaler Ebene stieg Walter Z'Rotz 1931 als Ratsherr im Landrat in die Politik ein.  Das Volk wählte ihn an der Landsgemeinde 1934 in den Regierungsrat. Er wurde Vorsteher der Lebensmitteldirektion und Chef der Kommission für das Gastwirtschaftsgesetz. Drei Jahre später wurde Z'Rotz Mitglied der Handwerker- und Gewerbekommission. In späteren Jahren schloss er sich den Konservativen an.
Walter Z'Rotz heiratete am 12. Mai 1910 Josefina Odermatt. Aus dieser Ehe stammen zwölf Kinder (sieben Töchter und fünf Söhne). Sein Sohn Walter Z'Rotz war Gemeindepräsident von Ennetmoos.

## Quelle
- Altes Stammbuch. Band VI, Leuw Strübi Z'Rotz,  52 (47).
- Familienregister Ennetmoos, Band II, Nummern 72 und 73